# اریکا استاینباخ

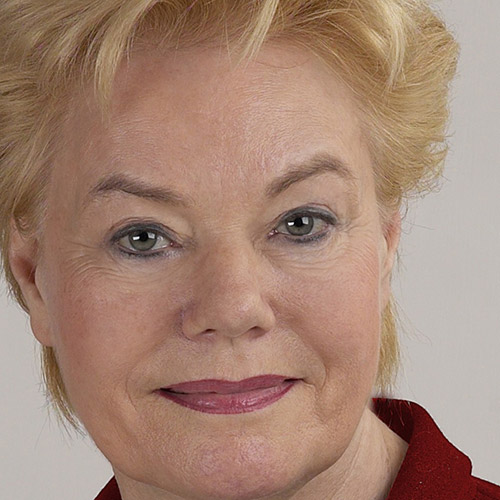

اریکا استاینباخ (انگلیسی: Erika Steinbach؛ زادهٔ ۲۵ ژوئیهٔ ۱۹۴۳) یک سیاست‌مدار اهل آلمان است.